# Pampajato
Pampajato es una localidad peruana ubicada en el distrito de Gorgor, perteneciente a la provincia de Cajatambo del departamento de Lima, al centro oeste del Perú. 

## Ubicación
Pampajato se ubica al sureste de la provincia de Cajatambo, en el distrito de Gorgor, en el departamento de Lima.

## Demografía
En 2017 Pampajato tenía una población de 4 habitantes y 2 viviendas.
| Gráfica de evolución demográfica de Pampajato entre 1993 y 2017 |
|                                                                 |
| Fuentes: Población 1993 y 2017                                  |